# Собчаковское сельское поселение
Собчаковское сельское поселение — муниципальное образование (сельское поселение) в Спасском районе Рязанской области.
Административный центр — село Собчаково.

## История
Собчаковское сельское поселение образовано в 2006 года.

## Население
| 2010  | 2012  | 2013  | 2014  | 2015  | 2016  | 2017  | 2018  | 2019  |
| ----- | ----- | ----- | ----- | ----- | ----- | ----- | ----- | ----- |
| 1494  | ↘1448 | ↘1418 | ↘1410 | ↘1378 | ↘1364 | ↘1361 | ↗1380 | ↘1364 |
| 2020  | 2021  |       |       |       |       |       |       |       |
| ↘1360 | ↗1367 |       |       |       |       |       |       |       |

## Состав сельского поселения
| № | Населённый пункт    | Тип населённого пункта       | Население |
| - | ------------------- | ---------------------------- | --------- |
| 1 | Губкино             | село                         | ↘7        |
| 2 | Дубовичье           | село                         | ↘297      |
| 3 | Курино              | деревня                      | 88        |
| 4 | Пахотино            | деревня                      | 31        |
| 5 | Половское           | село                         | ↘375      |
| 6 | Сельцо Гавриловское | посёлок                      | 37        |
| 7 | Собчаково           | село, административный центр | ↘538      |
| 8 | Тысья               | посёлок                      | 90        |
| 9 | Ушаково             | село                         | 31        |

## Местное самоуправление
Главы сельского поселения
- Николай Васильевич Тюрин[14]
- до 2023 года — Эдуард Анатольевич Евсенькин
- с 2023 года — Надежда Анатольевна Сычёва